# Харт, Брайан
Бра́йан Харт (7 сентября 1936, Энфилд, Мидлсекс, Лондон — 5 января 2014) — британский автогонщик, инженер, основатель компании «Brian Hart Ltd.», поставлявшей моторы командам «Формулы-1» в 1980—1990-е годы. Участвовал в гонках «Формулы-1» (1 гонка в 1967 году) и в «Формуле-2».

## Гоночная карьера
Брайан Харт родился 7 сентября 1936 года в Энфилде. В 1949 году после посещения Гран-при Великобритании он влюбился в автоспорт и решил стать гонщиком.
Его дебют в качестве пилота пришёлся на конец 1950-х годов. В 1959 году он становится чемпионом в серии Clubman для машин с моторами объемом 1172 куб.см. После этого Харт переключается на формульные соревнования, выступая в Юниорской Формуле, «Формуле-3» и «Формуле-2».
1967 год стал лучшим в гоночной карьере Харта. Он выступал на машине «Протос», шасси на которой были сделаны из клеёной фанеры, построенной Фрэнком Костином, и самостоятельно дорабатывал двигатель Cosworth FVA. По итогам сезона Харт занял 10-е место в «Формуле-2», попав на подиум в Хоккенхайме и показав лучший круг в гонке. Его гоночная карьера продолжалась до 1972 года. Однако, вместе с этим он стал уделять огромное внимание внимания работе с моторами.

## Инженерная деятельность

### Успехи в Формуле-2
После непродолжительного сотрудничества с авиакомпанией Де Хевилланд Харт устроился на работу в Косворт. Параллельно с этим в Эссексе он основал свою инженерную компанию, которая первоначально занимался доводкой моторов Ford и Cosworth, а также адаптацией раллийных двигателей для «Формулы-2». Именно с подобного рода моторами в 1971 и 1972 годах Ронни Патерсон и Майк Хейлвуд стали чемпионами Европы в младшем формульном классе.
Харту было трудно составлять конкуренцию более богатым производителем. Однако, вскоре он вышел на лидирующие позиции в производстве гоночных моторов. Продукция его компании позволила завоевать титулы в «Формуле-2» Кеке Росбергу (1977 год) и Дэреку Дэли (1978 год).
Следующим шагом для Харта стало сотрудничество с командой «Тоулмен».
В 1980 году Брайан Хентон и Дерек Уорик заняли два первых места по итогам сезона. Стало понятно, что Тоулмен и Харт готовы к шагу вперед.

### Деятельность в Формуле-1
В 1981 году состоялся дебют Тоулмана в «королевском классе». Сезон выдался трудным. Пилотам только 2 раза удалось пройти квалификацию. Несмотря на это, в 1983 году команда заняла девятое место в Кубке конструкторов. Многие отмечали, что своими качествами мотор заметно превосходил шасси.
В 1984 году Харт начал поставлять моторы другим командам, а в «Тоулмене» появился Айртон Сенна, который смог завоевать три подиума. Годом позже Тео Фаби завоевал поул-позишн на Нюрбургринге. В это же время у владельца команды Теда Тоулмена закончились деньги, и он вынужден был продать команду итальянской текстильной империи «Бенеттон», которые заключили контракт на поставку моторов с BMW. После этого Харт недолго сотрудничал с командой «Хаас», а затем снова занялся модернизацией двигателей «Косворт».

### Сотрудничество с Эдди Джорданом
В 1993 году состоялось возвращение Харта в «Формулу-1». Его двигателями стала пользоваться команда Эдди Джордана. Лучшими результатами в этом сезоне стали 5-е и 6-е места Рубенса Баррикелло и Эдди Ирвайна на автодроме Сузука.
В 1994 году на «Джордане» Рубенс Баррикелло приехал на подиум. В итоге команда заняла пятое место в Кубке конструкторов, а Э. Джордан прельстился контрактом на поставку заводских двигателей Peugeot, которые сулили ему большие финансовые выгоды.
Затем Харт сотрудничал с «Минарди» и «Эрроузом». Харт руководил компанией до 1999 года, продав её Тому Уокиншоу. После продажи компании вышел на пенсию и поселился во Франции, где провёл последние годы своей жизни.
Скончался 5 января 2014 года после продолжительной болезни.

## Достижения моторов Харт в Формуле-1
- Гонки: 177
- Победы: 0
- Лучший результат: 2-е место
- Поулы: 2
- Подиумы: 5
- Лучшие круги: 2
- Круги лидирования: 3
- Очки: 70